# Ioannis Gryparis (homme politique)
Ioannis Gryparis (1848-1922) était un homme politique et diplomate grec.

## Biographie
Ioannis Gryparis est issu d'une famille aristocratique de l'île de Mykonos. Après des études de droit à Athènes et à Paris, il poursuit une carrière judiciaire, qu'il interrompt pour se lancer en politique. Aux élections de 1879, il est élu député de l'île de Syros avec l'étiquette du parti de Charilaos Trikoupis : « Nouveau Parti » (grec moderne : Νεωτεριστικόν Κόμμα). Il est réélu élections législatives de 1881.
À partir de 1886, il embrasse une carrière de diplomate, occupant divers postes : consul à La Canée en 1886 (La Crète est alors encore sous domination ottomane et c'est là qu'il rencontre pour la première fois Eleftherios Venizelos) , agent diplomatique à Sofia en 1890, puis à Alexandrie en 1892 . Il est nommé ambassadeur en Italie en 1902 et à Constantinople en 1903 pour une durée de sept ans. En 1910, il est nommé chef du ministère des Affaires étrangères (jusqu'au 29/04/1912) par le gouvernement d'Eleftherios Venizelos. Les services diplomatiques allemands le considèrent comme un promoteur de relations amicales avec les Ottomans . Après la fin de son mandat ministériel, il retourna comme ambassadeur à Constantinople, jusqu'en 1914, date à laquelle il est rappelé en raison de l'entrée en guerre de l'Empire ottoman aux côtés des Empires Centraux. Avec l'accession au trône du roi Alexandre, Gryparis fut nommé Grand Aularque jusqu'à la mort du roi.

## Sources
- Αντώνης Μακρυδημήτρης, Οι υπουργοί των Εξωτερικών της Ελλάδας, 1829-2000, Αθήνα, Εκδόσεις Καστανιώτη,‎ 2000 (ISBN 9600329419), p. 73
- Ανώνυμος, «Γρυπάρης Ιωάννης», Εγκυκλοπαιδικόν Λεξικόν Ελευθερουδάκης, τομ.4(1928), σελ.172
- Κώστας Λούλος, Η Γερμανική πολιτική στην Ελλάδα  1896-1914, εκδ.Παπαζήση, Αθήνα, 1991
- Ελένη Γαρδίκα-Κατσιαδάκη, «Ο Βενιζελισμός της ανόρθωσης. Η εξωτερική πολιτική του Βενιζέλου, 1910-1912», στο:Ελευθέριος Βενιζέλος και η εποχή του, (επι. Θάνος Βερέμης,Ηλίας Νικολακόπουλος),εκδ.Τα Νέα, 2005, σελ.91-104